# バーン・ホガース

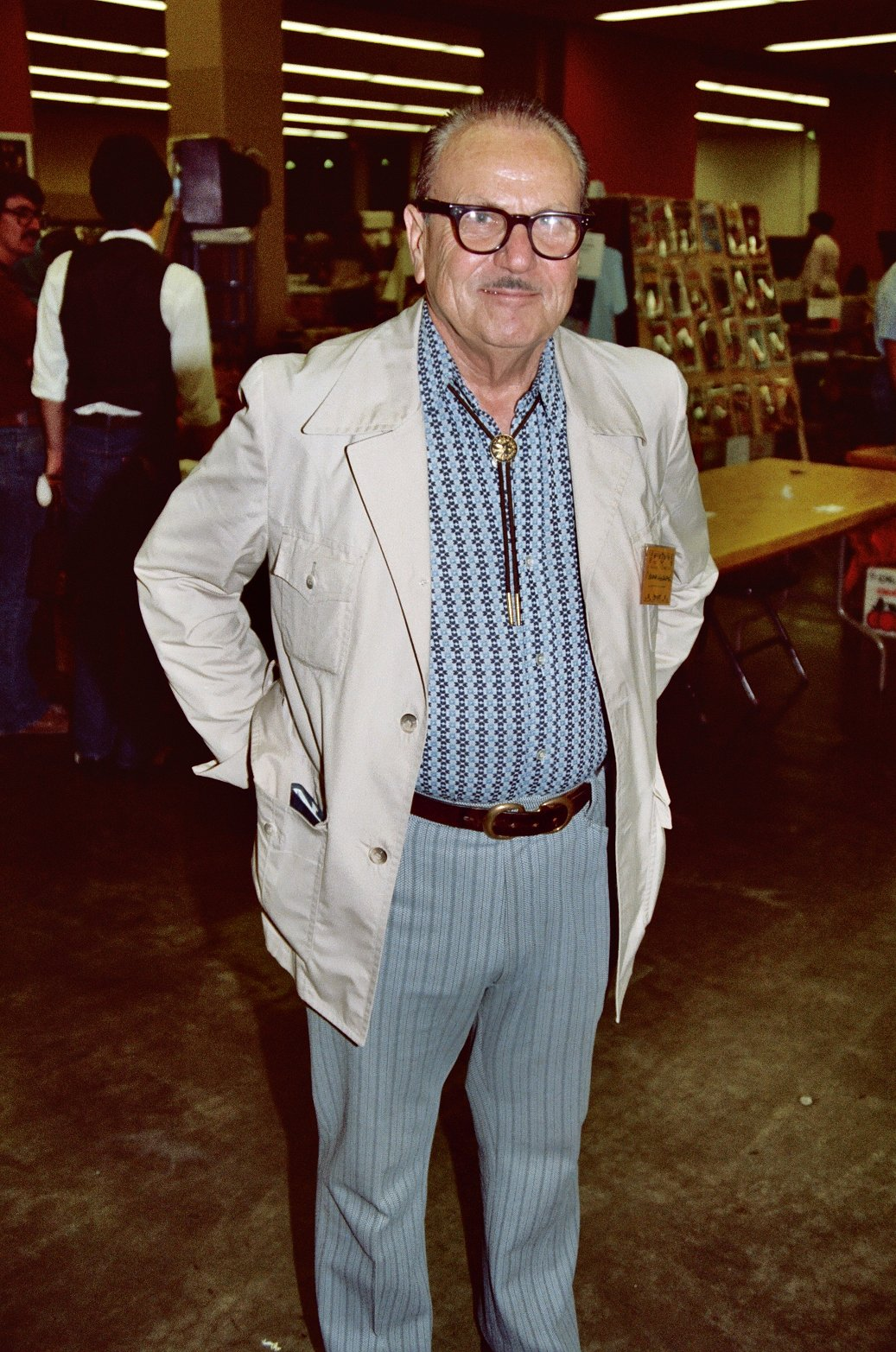
バーン・ホガース、San Diego Comic Con にて。1982年

バーン・ホガース（Burne Hogarth、1911年12月25日 - 1996年1月28日）は、アメリカ合衆国の漫画家、イラストレーター、美術教育者、美術理論家。その圧倒的な人体描写から、「20世紀のミケランジェロ」の異名を持つ。
漫画家として、また美術教師として、長期にわたって活躍した。漫画家としては、長年にわたって新聞に漫画「ターザン」を連載したことで広く知られている。美術理論家としては、美術解剖学に関する一連の著作が有名で、多くの人々に利用された。
アメコミを受容する文化の乏しい日本においても美術理論家としての評価は高く、『Dynamic Figure Drawing』（『ダイナミックコミック講座』）などいくつかの著作が翻訳されている。